# Rocket Power
Rocket Power é um desenho animado do canal aberto de desenhos Nickelodeon. A série é produzida pela Nickelodeon e coproduzida pela Klasky Csupo e trata-se do cotidiano de um grupo de amigos vivendo suas aventuras em diversos esportes, como: surf, skate, Hóquei em patins, ciclismo, dentre outros. A série animada estreou em 26 de Agosto de 1999 na Nickelodeon e sua última temporada foi em 25 de Julho de 2004. No Brasil a série foi exibida na Nickelodeon Brasil entre 2000 e 2004, e na TV aberta já foi exibida no canal Rede Globo pelo programa TV Globinho em 2004, e pelo extinto bloco Festival de Desenhos. Foi exibido também pela Rede Bandeirantes pelo Band Kids. e pela última vez na TV Cultura.

## História
O Desenho começa no dia em que um garoto novo, chamado Sam Dullard, muda-se para Ocean Shores. A casa onde passa a morar é no mesmo "beco" onde moram três amigos apaixonados por esportes radicais: Otto Rocket, Reggie Rocket e Twister (Cujo nome verdadeiro é Maurice Rodríguez). Reggie, Otto e Twister, após um "empurrãozinho" de Violet Stimplerton, que mora na casa à frente da dos Rocket, vão cumprimentar Sam. A conversa flui e desde então eles se tornam grandes amigos, embora Sam sempre tenha problemas com os esportes radicais e constantemente precise da ajuda de seus amigos para executar uma manobra ou mesmo então quando não consegue se equilibrar sobre o skate.

## Personagens

### Personagens Principais
- Oswald "Oto" Rocket: O líder dos Rocket Power é maluco por esportes. Apesar de ser um cara carismático, destemido, persistente e sempre cheio de disposição, tem dias que seu perfeccionismo e sua devoção ao esporte causam situações imprevisíveis.
- Regina "Reggie" Rocket: Com 12 anos, a irmã do Otto é a defensora dos fracos e a melhor amiga de Trish. É criadora, produtora e editora de uma revista que fala de esportes, cultura e até política. Moderna e aventureira, Reggie é uma menina do século XXI.
- Samuel "Sam" Dullard: Curioso, nerd, leal e experto em tecnologia, Sam é nascido em Hutchinson (Kansas), e acaba de chegar em Los Angeles para se juntar aos Rocket Power, e foi apelidado por eles de Pirralho. Mais cauteloso que os outros da equipe, ele muitas vezes evita que todos se metam em grandes confusões. Em segredo, tem uma certa caidinha por Trish, melhor amiga de Reggie.
- Maurice "Twister" Rodriguez: Twister é o melhor amigo de Otto. Nunca sai de casa sem sua câmera e está sempre pronto para apoiar os amigos no que for necessário, sempre fica logo atrás de Otto nas competições, exceto no episódio: "Um Campeão de Verdade". Seu irmão, Lars, é rival do líder dos Rocket Power nas competições e vive de atormentar Maurice e os Rocket Power. Twister é apaixonado por Trish, assim como Sam.
- Raymond "Ray" Rocket: O pai de Otto e Reggie sempre foi um grande surfista. Muito entendido do esporte, é dono de uma lanchonete chamada Shore Shacks, a qual trabalha ao lado do seu grande amigo Tito.
- Tito Makani: Vindo do Hawaii, ele é o melhor amigo de Ray. Além de ajudar a cuidar da lanchonete, que divide com o amigo Ray, Tito dá "aquela" ajuda para os Rockets não se meterem em grandes enrascadas, quando precisam sempre vem com um sermão dos antigos Havaianos que às vezes não tem uma boa moral ou com sentido complexo.

### Personagens Secundários
- Trish Pampers: Trish ama andar de skate, além de ser a rainha do surf e é a melhor amiga de Reggie Rocket e Sherry. Adora surfar e Twister e Sam são apaixonados por ela.
- Lars Rodriguez: Ele é o irmão mais velho de Twister, um valentão que quer mandar em todo mundo. Ele é o capitão do time de Hockey de Rua "Sharks" que é o rival mortal dos "Rockets", time liderado por Otto Rocket.
- Marv Stimpleton: Velho rabugento e vizinho dos Rockets, vive implicando com eles, principalmente com Otto. É um grande jogador de golfe e é casado com a bela Violet.
- Violet Stimpleton: Esposa de Marv, é bem diferente do marido. Vive às mil maravilhas, além de ser extrovertida e alegre. Adora os Rocket e é tia avó de Trish, como mostrado no episódio Surfista Poderosa.
- Conroy Black: Proprietário do parque de skate, Madtown, mora em um trailer no lado esquerdo do parque. A partir da Terceira Temporada passa a ser professor de esportes radicais de Otto, Sam, Reggie e Twister. É muito calmo, rap e veio da Jamaica.
- Oficial Shirley: Shirlei é a guarda e policial de Ocean Shore e é muito alegre e cautelosa. Tem uma grande amizade com Ray e Tito e refere-se à Ray como Big Ray.
- Sherry: Amiga de Trish e Reggie, é superanimada, é ótima em esportes e líder do time de voleibol de Ocean Shore. É apaixonada por Twister.
- Brizzy Copley: Ela é uma "tremenda gata". Ray é gamado nela mas nunca diz nada. Ela trabalha numa empresa de esportes radicais fabricante de equipamentos.

## Vozes

### Elenco principal
- Joseph Ashton na voz de Otto Rocket
- Shayna Fox na voz de Reggie Rocket
- Sam Saletta, Gary LeRoi Gray e Sean Marquette na voz de Sam Dullard
- Ulysses Cuadra e Gilbert Leal na voz de Twister Rodriguez
- John Kassir na voz de Ray Rocket
- Ray H. Bumatai na voz de Tito Makani

### Elenco secundário
- Lauren Tom na voz de Trish Pampers
- Lombardo Boyar na voz de Lars Rodriguez
- Henry Gibson na voz de Marv Stimpleton
- Edie McClurg na voz de Violet Stimpleton
- Obba Babatundé na voz de Conroy Black
- CCH Pounder na voz da Oficial Shirley
- Lauren Tom na voz de Sherry
- Catherine Juhne na voz de Breezy Copley

## Filmes da série
- Rocket Power & a Grande Corrida da Nova Zelândia (2002)
- Rocket Power: Island of the Menehune (2003)
- Rocket Power: The Big Day (2004 - Final de Série)

## Video Game
Um videogame baseado na série foi lançado em 5 de setembro de 2001, para o console PlayStation, por THQ.